# Pseudomops guerinianus
Pseudomops guerinianus är en kackerlacksart som först beskrevs av Henri Saussure 1862.  Pseudomops guerinianus ingår i släktet Pseudomops och familjen småkackerlackor. Inga underarter finns listade i Catalogue of Life.